# آلان شيرر
آلان شيرر (بالإنجليزية: Alan Shearer)‏، (من مواليد 13 أغسطس 1970) هو محلل كرة قدم إنجليزي ولاعب كرة قدم سابق ومدرب لعب كمهاجم. يعتبره الكثيرون أحد أفضل المهاجمين في جيله وأحد أعظم اللاعبين في تاريخ الدوري الإنجليزي الممتاز، وهو الهداف التاريخي للدوري الإنجليزي برصيد 260 هدفًا. حصل على جائزة أفضل لاعب في إنجلترا من اتحاد كتاب كرة القدم لعام 1994 وفاز بجائزة أفضل لاعب في إنجلترا سنة 1995. وفي عام 1996، حصل على المركز الثالث في كل من جائزتي الكرة الذهبية وجائزة أفضل لاعب كرة قدم في العالم. في عام 2004، تم اختياره من قبل بيليه في قائمة الفيفا لأعظم 100 لاعب كرة قدم على قيد الحياة. كان شيرر أحد أول لاعبين تم إدخالهما في قاعة مشاهير الدوري الإنجليزي الممتاز في عام 2021.

## ساوثهامبتون (1988-1992)
عندما كان عمر آلان شيرر 16 سنة كان يلعب في نادي ويلسيند للناشئين، وقد تقدم إلى نادي نيوكاسل يونايتد للعب في صفوفهم ولكنهم رفضوه، وفي بداية مشواره الاحترافي، لعب مع نادي ساوثهامبتون، وقد شارك للمرة الأولى مع الفريق في عام 1988، وقد كانت المباراة أمام نادي تشيلسي، وبعدها بشهر، سجل هاتريك أمام نادي آرسنال، ليصبح بذلك أصغر لاعب يسجل هاتريك، وقد كسر رقم جيمي غريفز.
و في الموسم الذي تلاه، لعب عشرة مباريات مع الفريق ولكنه لم يسجل أي هدف، ولم يقدم مستوى رائع مع نادي ساوثهامبتون حتى عام 1992، عندما لعب 41 مباراة وسجل 13 هدف، وقد تم أختياره لمنتخب إنجلترا لكرة القدم لتحت 21 سنة، وقد سجل 13 هدف في إحدى عشر مباراة، وقد أعجب به المدرب غراهام تايلور الذي كان يدرب منتخب إنجلترا لكرة القدم، فضمه إلى الفريق، وقد لعب أولى مبارياته في فبراير 1992 أمام منتخب فرنسا لكرة القدم.
و قد سجل هدفا من الهدفين الذين فازت بهما إنجلترا، وقد سجل الهدف الآخر المهاجم غاري لينيكر الذي أعتزل في صيف 1992 بعد كأس الأمم الأوروبية لكرة القدم 1992.

## بلاكبيرن روفرز ومنتخب إنجلترا (1992-1996)
و قد أختار تايلور آلان شيرر إلى المنتخب المشارك في كأس الأمم الأوروبية لكرة القدم 1992، ولكنه لم يلعب إلا في مباراة واحدة من دور المجموعات، في المباراة التي أنتهت بالتعادل السلبي مع منتخب فرنسا لكرة القدم، ولكن بالرغم من النتائج السيئة، إلا أن مدرب نادي بلاكبيرن روفرز كيني دالغليش الذي أشار على إدارة النادي بضرورة التعاقد مع آلان شيرر، وانتقل شيرر إلى نادي بلاكبيرن روفرز بمبلغ 3,6 مليون جنيه أسترليني، وقد كان نادي مانشستر يونايتد يطارد شيرر أيضا.
وقد أصبح شيرر لاعبا أساسيا في منتخب إنجلترا لكرة القدم، حيث سجل الهدف الثاني على منتخب روسيالكرة القدم في إطار التصفيات المؤهلة إلى كأس العالم لكرة القدم 1994، وقد أصيب في 26 ديسمبر 1992 في مباراة بلاكبيرن روفرز وليدز يونايتد ولكن بالرغم من الإصابة إلا أنه سجل 16 هدف في 21 مباراة لعبها، وقد انتهى الموسم ومنتخب إنجلترا لكرة القدم خارج كأس العالم لكرة القدم 1994.
و في موسم 1993/1994، سجل شيرر 31 هدف في 40 مباراة، ليقود بلاكبيرن روفرز إلى المركز الثاني خلف مانشستر يونايتد، وقد فاز شيرر ب جائزة الكتاب الرياضيون كأفضل لاعب في السنة، وعلى المستوى الدولي سجل شيرر ثلاثة أهداف لمنتخب إنجلترا لكرة القدم.
و في موسم 1994/1995 انتقل كريس سوتون إلى نادي بلاكبيرن روفرز ليضيف المزيد من القوة الهجومية إلى الفريق، وقد سجل شيرر 34 هدف في ذلك الموسم ليقود بلاكبيرن روفرز إلى الفوز بلقب الدوري الإنجليزي في الإسبوع الأخير.
وفي موسم 1995/1996 سجل شيرر 31 هدف من 35 مباراة، ولكن مستواه على المستوى الدولي لم يكن جيدا، حيث لم يسجل أي هدف في 11 مباراة دولية في تلك السنة، ولكن المدرب تيري فينابلز إختاره إلى المنتخب.

## كأس الأمم الأوروبية 1996
و في أول 20 دقيقة في كأس الأمم الأوروبية لكرة القدم 1996 سجل شيرر هدفا في مرمى منتخب سويسرا لكرة القدم، ولكن المباراة انتهت بالتعادل 1-1، وقد فاز المنتخب على منتخب اسكتلندا لكرة القدم 2-0 وقد سجل شيرر هدفا، وفي المباراة الثالثة أمام منتخب هولندا لكرة القدم، فازوا 4-1 وقد سجل شيرر هدفين وزميله تيدي شيرنغهام هدفين ليتأهلوا إلى الدور الربع نهائي.
وفي الدور الربع نهائي، تقابل منتخب إنجلترا لكرة القدم مع منتخب إسبانيا لكرة القدم، وقد انتهت المباراة بالتعادل السلبي، وفلجأ الفريقان إلى ركلات الجزاء، وسجل شيرر الركلة الأولى، وأضاع الإسبان الركلتين الأوليتين، فتأهل إنجلترا إلى الدور النصف نهائي لتلاقي منتخب ألمانيا لكرة القدم.
وفي الدور نصف نهائي، سجل شيرر الهدف الأول بعد مرور ثلاث دقائق، ولكن الألمان سرعان ما تعادلوا، وقد انتهت بالمباراة بالتعادل فتم اللجوء إلى ضربات الجزاء، وقد خسرت إنجلترا، وبالرغم من الخسارة إلا أن شيرر حصل على لقب هداف كأس الأمم الأوروبية لكرة القدم 1996 برصيد خمسة أهداف.

## نيوكاسل يونايتد (1996-2006)
تقدم نادي مانشستر يونايتد بعرض جديد إلى ألان شيرر، ولكنه رفضه وانتقل إلى نادي نيوكاسل يونايتد تحت قيادة المدرب كيفن كيغان بمبلغ وقدرة 15 مليون جنيه إسترليني، وأصبح ألان شيرر أغلى لاعب في العالم، وقد سجل شيرر في موسم 1996/1997 35 هدف من 31 مباراة، ومع نادي نيوكاسل يونايتد سجل ألان شيرر 148 أهداف في 303 مباريات، وخلال لعبة مع نيوكاسل يونايتد أصبح الهداف التاريخي للنادي والهداف التاريخي للدوري الإنجليزي الممتاز.

## مسيرته الدولية (1992-2000)
لعب ألان شيرر مع منتخب إنجلترا لكرة القدم 63 مباراة وسجل 30 هدف، وقد شارك في كأس الأمم الأوروبية لكرة القدم 1996 وكأس العالم لكرة القدم 1998 وكأس الأمم الأوروبية لكرة القدم 2000، وبعدها اعتزل اللعب دوليا.

## وصلات خارجية
- آلان شيرر على موقع IMDb (الإنجليزية)
- آلان شيرر على موقع ميوزك برينز (الإنجليزية)
- آلان شيرر على موقع إن إن دي بي (الإنجليزية)
- آلان شيرر على موقع ديسكوغز (الإنجليزية)
- آلان شيرر على موقع قاعدة بيانات الفيلم (الإنجليزية)

- آلان شيرر على موقع الاتحاد الدولي (مؤرشف)  (الإنجليزية)
- آلان شيرر على موقع الاتحاد الأوربي (الإنجليزية)
- آلان شيرر على موقع قاعدة بيانات كرة القدم.إي يو (الإنجليزية)
- آلان شيرر على موقع بيانات كرة القدم. دي إي (الألمانية)
- آلان شيرر على موقع ليكيب (الفرنسية)
- آلان شيرر على موقع ناشيونال فوتبول تيمز (الإنجليزية)
- آلان شيرر على موقع Soccerbase.com (لاعب) (الإنجليزية)
- آلان شيرر على موقع عالم كرة القدم.نت (الإنجليزية)
- آلان شيرر على موقع كووورة